# 小鳥遊るい
小鳥遊 るい（たかなし るい、1997年10月24日 - ）は、日本のアイドル、グラビアアイドル。アイドルグループ・＃ババババンビのメンバー（白色担当）。三重県志摩市出身。ゼロイチファミリア所属。

## 略歴
奈良女子大学卒業後は就職する予定で、就職活動を行っていたが、ゼロイチファミリアからスカウトされ「＃ババババンビ」としての活動をスタートさせる。
2019年12月29日、コミックマーケット97に『カードキャプターさくら』の木之本桜のコスプレで初参加。
2020年3月30日から、SHOWROOM_(ストリーミングサービス)で配信を開始。ほぼ毎日配信しており、2024年9月23日時点で累計で1589日にも昇る。
2023年6月28日、自身のInstagramに【推しの子】の星野アイのコスプレを披露。
2024年8月11日、コミックマーケット104に『涼宮ハルヒの憂鬱』の涼宮ハルヒのコスプレで参加。
2024年10月5日、1st写真集「ことりあそび」の発売を記念して
、HMV&BOOKS SHIBUYAにてお渡し＆握手会を開催。撮影中、外国人観光客に本物のメイドと間違われたり、ずっと残る写真集ということで大好きなお菓子を我慢し、心を鬼にして取り組んできたことを明かした。また、次に写真集を出すとしたら「(タイとかで)海外撮影をしてみたい」と語り、やってみたいことを聞かれると「象に乗りたいです」と笑顔を見せた。 
2024年10月14日、漫画アクションの掲載を記念してサイン会&チェキ会を開催。
2024年10月26日、池袋ハロウィンコスプレフェスにホロライブのさくらみこのコスプレで参加。
2024年11月10日、ヤングドラゴンエイジの表紙＆巻頭グラビアを記念してサイン会&チェキ会を開催。

## 人物
- 趣味はアイドルオタク[1]。年間100回以上遠征するほどで、夜行バスなどでアルバイトや授業のあとに7時間かけて東京へ通っていた。チェキの枚数も1,000枚を超える[14]。
- 特技はチェキを上手く撮影すること[3]と裁縫[1]。裁縫は自身の生誕ライブで自作の衣装を披露するほど[15][16]。
- 好きな食べ物はチーズ[3]。
- 好きな場所はサンリオピューロランド[3]。
- 子どもの頃「ミニモニ。」に憧れ、将来はアイドルになることを夢見ていた[3]。
- 奈良女子大学卒業[17]。高分子や線形代数を学んでいた[3]。

## 書籍

### 写真集
- ことりあそび（2024年10月4日、KADOKAWA、撮影：佐藤佑一）ISBN 978-4040754802[18]

### デジタル写真集
- くすぐる。（2022年7月4日、集英社［週プレ PHOTO BOOK］、撮影：小塚毅之）[19]
- リケジョ降臨（2022年10月31日、集英社［週プレ PHOTO BOOK］、撮影：Takeo Dec.、大藪達也）[20]
- あったかい粉雪（2023年3月15日、双葉社［EX大衆デジタル写真集］、撮影：門嶋淳矢）[21]
- ふたりあそび（2023年5月12日、主婦の友社［STRiKE! DIGITAL PHOTOBOOK 028］、撮影：カノウリョウマ）共演：近藤沙瑛子[22]
- 春を忘れても━━（2023年6月20日、白夜書房［BRODYデジタル写真集］、撮影：高橋慶佑）[23]
- せいいっぱいの（2024年5月13日、集英社［週プレ PHOTO BOOK］、撮影：熊谷貫）[24]
- どんぐりの背比べ（2024年8月30日、主婦の友社［STRiKE! DIGITAL PHOTOBOOK 058］、撮影：西村康）[25]
- マスカルポーネボディ!!（2024年10月1日、双葉社［漫画アクションデジタル写真集］、撮影：市川秀明）[26]
- wonderland（2025年1月12日、白夜書房［BUBKAデジタル写真集］、撮影：大藪達也）
- 翼がなくても（2025年2月20日、講談社［FRIDAYデジタル写真集］、撮影：田口まき）[27]

## 出演

### ラジオ
- 矢吹奈子のレコメン！ 2023年11月1日放送 ゲスト出演[28]

- ラジオiNEWS 2023年11月16日放送 ゲスト出演[29]

- ラジオiNEWS 2023年11月30日放送 ゲスト出演[30]

### Webラジオ
- ゼロイチファミリアはラジオでも褒められたい 2022年9月6日 パーソナリティ[31]

- ゼロイチファミリアはラジオでも褒められたい　2022年10月29日 パーソナリティ[32]

### 雑誌
- blt graph. vol.80[33]

- BRODY 2022年12月号[34]

- EX大衆 2023年3月号[35]、2024年11月号

- SUNNY GIRL 2024年vol.5 ゼロイチファミリアのアイドル大集合SPECIAL![36]

- ヤングチャンピオン 2023年No.6[37]

- ヤングドラゴンエイジ 2022年VOL.11[38]、2023年VOL.20[39]、2024年VOL.25(表紙＆巻頭グラビア)[40]

- 月刊エンタメ 2020年12月・1月合併号[41]、2024年2月号

- 週刊FLASH 2023年4/11号[42]

- 週刊プレイボーイ 2021年14号[43]、2022年29号[44]、2024年22号[45]

- 週刊ヤングジャンプ 2021年No.29 ゼロイチジャック号[46]

- 漫画アクション 2024年10/15号[47]